# Those About to Die
Those About to Die es una serie de televisión histórica, producida por Robert Rodat, basada en el libro homónimo de Daniel P. Mannix y dirigida por Roland Emmerich y Marco Kreuzpaintner. Está compuesta por diez episodios y es protagonizada por Anthony Hopkins. Su estreno se produjo el 18 de julio de 2024 a través de la plataforma Peacock. El título de la serie hace referencia al supuesto y nunca confirmado saludo hecho al emperador durante los juegos en la arena, «Ave, Caesar, morituri te salutant», o «Ave César, los que van a morir te saludan» (en inglés, «Hail Emperor, those about to die salute you»).

## Sinopsis
Narra la vida de los políticos, aurigas y gladiadores en la Antigua Roma.

## Reparto
- Anthony Hopkins como Vespasiano.
- Dimitri Leonidas como Flavius Scorpo, auriga.
- Jojo Macari como Domiciano.
- Gabriella Pession como Antonia Servilia.
- Iwan Rheon como Tenax.
- Sara Martins-Court como Cala.
- Moe Hashim como Kwame, gladiador.
- David Wurawa como Gavros.
- Tom Hughes como Tito.
- Lara Wolf como Berenice, "reina hebrea".
- Jóhannes Haukur Jóhannesson como Viggo, gladiador.
- Rupert Penry-Jones como Marso Servilio.
- Angeliqa Devi como Caltonia.
- Bruno Bilotta como Atticus.
- Corrado Invernizzi como médico.
- Eneko Sagardoy como Andria, criador de caballos.
- Gonçalo Almeida como Elia, criador de caballos.
- Pepe Barroso como Fonsoa, criador de caballos.
- Mohammad Bakri como Farid.
- Emilio Sakraya como Xenon, auriga.
- Vincent Riotta como Leto.
- Martyn Ford como Flamma.
- Jarreth Merz como Dacia.
- Adrian Bouchet como Porto.
- Federico Lelapi como Otho.
- Alessandro Bedetti como Hermes.
- Eleonora Gaggero como Iris.
- Gabrielle Scharnitzky como Drusilla.
- Davide Tucci como Manilius.
- Victor von Schirach como Passus.
- Romana Maggiora Vergano como Salena.
- Maria Luisa De Crescenzo como Linza.
- Luke Conor como Bosa.
- Filippo Librando como Sirviente Imperial
- Giselda Volodi como Giselda.

## Producción
En julio de 2022 se anunció que Peacock había emitido una orden de serie para el proyecto, que será escrito por Robert Rodat y dirigido por Roland Emmerich. La serie cuenta con un presupuesto de 140 millones de dólares, y se esperaba que comenzara a producirse a principios de 2023.
En enero de 2023, Anthony Hopkins formó parte del reparto. Dimitri Leonidas, Gabriella Pession, Lorenzo Richelmy y Tom Hughes fueron elegidos en febrero, y Marco Kreuzpaintner se unió a Emmerich como director.